# Перов, Сергей Николаевич
Сергей Николаевич Перов (1 октября 1916, Тамбовская губерния – 11 ноября 1978, Братск) – советский партийный работник, участник Великой Отечественной войны.

## Биография
Родился в деревне Верхние Пады Тамбовской губернии.
Начал работать с 1934 года токарем на Пензенском заводе им. Фрунзе. После окончания учительского института в 1938 году был направлен в Приморский край на работу завучем неполной средней школы.

### Участник Великой Отечественной
С 1940 года в Красной армии, с первых дней Великой Отечественной войны на фронте. Был участником боев под Москвой, Ленинградом, освобождал Новгород, Прибалтику и Чехословакию, пройдя путь от рядового бойца до начальника связи полка.
После демобилизации был на хозяйственной работе в Пензенской области: с 1949 года – второй, с 1950 года – первый секретарь Каменского РК ВКП(б) Пензенской области.
После окончания курсов секретарей горкомов и райкомов при ЦК ВКП(б) в 1952 году был направлен на партийную работу в Иркутскую область. С 1952 по 1956 гг. – первый секретарь сначала Заярского РК, затем Усть-Кутского РК КПСС.

### В Братске
Решением обкома партии направлен на строительство Братской ГЭС: с 1959 года и до самой смерти работал начальником отдела кадров «Братскгэсстроя». Неоднократно избирался секретарем партбюро управления «Братскгэсстрой», был зам. председателя Братской городской секции СКВВ.
Скончался на 63-м году жизни 11 ноября 1978 года.

## Награды
Награждён орденами Красной Звезды, Отечественной войны II степени, Трудового Красного Знамени, «Знак Почета», медалями «За победу над Германией в Великой Отечественной войне 1941-1945 гг.», «За оборону Москвы», «За оборону Ленинграда», «За доблестный труд. В ознаменование 100-летия со дня рождения В.И. Ленина».